# Łoboda zdobna
Łoboda zdobna (Atriplex calotheca (Rafn) Fr.) – podgatunek łobody oszczepowatej, rośliny w różnych systemach klasyfikacyjnych włączany do rodziny komosowatych lub szarłatowatych.

## Rozmieszczenie geograficzne
Występuje głównie na wybrzeżu Bałtyku i cieśnin duńskich. Uznany za endemit regionu bałtyckiego. W Polsce współcześnie występuje tylko u ujścia Świny.

## Morfologia
ŁodygaDo 100 cm wysokości, naga.
LiścieTrójkątne, ząbkowane.
KwiatyZebrane w kłębik, te z kolei zebrane w kłosy. Podkwiatki trójkątne, ząbkowane.

## Biologia i ekologia
Roślina jednoroczna, bezwzględny halofit. Rośnie w kidzinie. Kwitnie od lipca do września. Podgatunek charakterystyczny dla klasy Cakiletea maritimae

## Zagrożenia i ochrona
Kategorie zagrożenia gatunku:
- Kategoria zagrożenia w Polsce według Czerwonej listy roślin i grzybów Polski (2006)[7]: E (wymierający, krytycznie zagrożony); 2016: RE (wymarły na obszarze Polski)[8]
- Kategoria zagrożenia w Polsce według Polskiej Czerwonej Księgi Roślin (2001): CR (critical, krytycznie zagrożony); 2014: EX (wymarły)[9]

Od 2014 r. roślina podlega w Polsce ścisłej ochronie gatunkowej.